# Tom Richmond (Kameramann)
Thomas „Tom“ Richmond (* 18. Januar 1950 in Bronxville, New York; † 29. Juli 2022 in New York City) war ein US-amerikanischer Kameramann.

## Werdegang
Tom Richmond besuchte  die Harvard University in Cambridge, er machte seinen Universitätsabschluss in Kunst und Architektur. Seine Karriere beim Film startete er als Kameratechniker in den 1970er Jahren, in den frühen 1980er Jahren folgten erste Arbeiten als eigenständiger Kameramann. Bis heute war er an mehr als 70 Produktionen beteiligt. Er arbeitete auch an einigen Musikvideos und Werbefilmen mit.
Richmond wurde bisher dreimal für den Independent Spirit Award in der Kategorie Beste Kamera nominiert: 1989 für Stand and Deliver, 1992 für Sein letztes Spiel und 1996 für Little Odessa. 2006 wurde er für Right At Your Door auf dem Sundance Film Festival ausgezeichnet.

## Filmografie (Auswahl)
- 1985: Hardrock-Zombies (Hard Rock Zombies)
- 1986: Shopping (Chopping Mall)
- 1988: Ghettobusters (I'm Gonna Git You Sucka)
- 1988: Stand and Deliver
- 1989: Amityville Horror 4 (Amityville 4: The Evil Escapes)
- 1990: Sein letztes Spiel (Pastime)
- 1992: Spezialeinheit IQ (A Midnight Clear)
- 1993: Killing Zoe
- 1994: Little Odessa
- 1994: Love and a .45
- 1995: Mr. Stitch
- 1996: Schatten der Schuld (Mother Night)
- 1998: Hauptsache Beverly Hills (Slums of Beverly Hills)
- 2000: Ein Herz und eine Kanone (Gun Shy)
- 2000: Waking the Dead
- 2001: Hardball
- 2001: Chelsea Walls
- 2001: Knockaround Guys
- 2002: Alle lieben Lucy (I’m with Lucy)
- 2003: The Singing Detective
- 2003: Haus der 1000 Leichen (House of 1000 Corpses)
- 2004: Palindrome (Palindromes)
- 2006: Right At Your Door
- 2007: Dein Ex – Mein Albtraum (The Ex)
- 2007: Chapter 27 – Die Ermordung des John Lennon (Chapter 27)
- 2008: Nick und Norah – Soundtrack einer Nacht (Nick and Norah’s Infinite Playlist)